# Иван Стамболиев (Малко Търново)
Вижте пояснителната страница за други личности с името Иван Стамболиев.
Иван Стамболиев с псевдоним Камберов е български просветен деец и революционер, деец на Вътрешната македоно-одринска революционна организация.

## Биография
Иван Стамболиев е роден през 1881 година в Малко Търново, тогава в Османската империя, днес в България. Занимава се с преподавателска дейност. Присъединява се към ВМОРО и между 1901 – 1903 година е ръководител на революционния комитет в Граматиково.
Умира в 1968 година.